# Phongsali (província)
Phongsali ou Phongsaly é uma província do Laos. Sua capital é a cidade de Phongsali.

## Distritos
- Gnot Ou
- Bounxai
- Phongsali
- Bun Neua
- Samphan
- Mai
- Khoa